# 987

## Родени
- Катун Анастасия, българска княгиня

## Починали
- 14 юни – Аарон, български болярин и брат на Самуил, управител на Средецка(Софийска)област. След смъртта на братята си Мойсей и Давид, се подава на византийско влияние.